# District de Rachuonyo
Rachuonyo était, entre 1995 et 2009, un des districts de la province de Nyanza au Kenya. Depuis cette date, il est divisé en deux nouveaux districts : Karachuonyo et Kasipul-Kabondo. Depuis 2010, uni avec les anciens districts de Homa Bay et de Suba, il constitue un des 47 comtés du Kenya créés par la nouvelle constitution.

## Situation

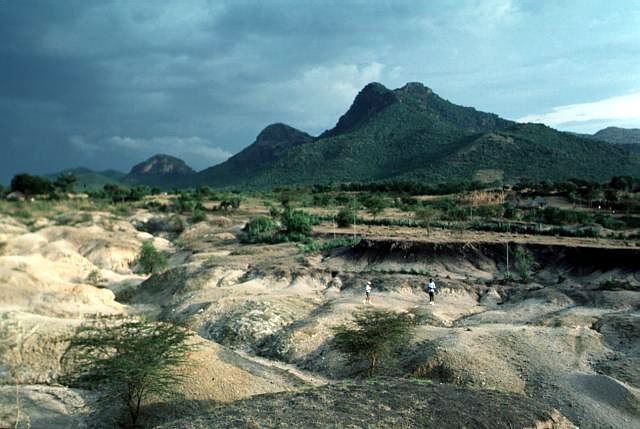
Le mont Homa.

Le district était situé sur la rive sud du golfe de Winam. Il était bordé au nord par les anciens districts de Bondo et de Kisumu, au nord-est par l'ancien district de Nyando, à l'est par l'ancien district de Kericho (province du Rift), au sud-est par les anciens districts de Kisii et de Nyamira et au sud-ouest par l'ancien district de Homa Bay.

## Structure sociétale

### Statistiques
Chiffres de 2008 :
- La superficie était de 930 km2 dont 835 km2 sur terre ferme et 95 km2 sous eau (lac Victoria). Cette surface de terre ferme pour une population de 356 480 habitants donnait une densité de population de 426,92 hab./km2.

Chiffres de 2010 :
- l'espérance de vie était de 38 années contre 52 au niveau national ;
- Le taux de prédominance du SIDA était de 25 % contre 6,7 au niveau national.

### Divisions administratives
Le district (wilaya) fut créé en 1995 par la division, en deux, de l'ancien district de Homa Bay. Il était constitué de quatre divisions administratives (tarafa) et de trois conseils locaux (Councils), un pour la municipalité de Kendu Bay (Town Council), un autre pour la municipalité d'Oyugis (Town Council) et un pour le reste du district (County Council).

Bien que le plus important centre urbain soit Oyugis, le chef-lieu du district était la localité de Doho Kosele.
| Divisions administratives entre 1995 et 2009                                                             |             |               |             |
| Division                                                                                                 | Population* | Pop. urbaine* | Chef-lieu   |
| East Karachuonyo                                                                                         | 74 584**    | 381           | Kendu Bay   |
| Kabondo                                                                                                  | 49 934**    | 0             | Kabondo     |
| Kasipul                                                                                                  | 129 854**   | 8 110         | Oyugis      |
| Rachuonyo                                                                                                | 52 754**    | 0             | Doho Kosele |
| Total | 307 126**   | 8 491         | -           |
| * Recensement national de 1999. Sources : , . ** Un recensement local de 2008 porte ce chiffre à 356 480 |             |               |             |

En 2009, il est divisé en deux et disparait en tant que district. Les nouveaux districts correspondent aux circonscriptions électorales. À savoir : 
- district de Karachuonyo, chef-lieu Doho Kosele,
  - divisions : East Karachuonyo et Rachuonyo ;
- district de Kasipul-Kabondo, chef-lieu Oyugis,
  - divisions : Kabondo et Kasipul.

### Circonscriptions électorales
Le district était, depuis les élections générales de 1979, constitué de deux circonscriptions électorales (Constituencies). Il était donc représenté par 2 députés (Members of Parliament ou MP) au parlement national qui compte 224 membres.
|                                                                    | Circonscription de Karachuonyo | Circonscription de Karachuonyo | Circonscription de Kasipul Kabondo | Circonscription de Kasipul Kabondo |
| Election                                                           | MP                             | Parti                          | MP                                 | Parti                              |
| 1963                                                               | Samuel Onyango Ayodo           | KANU                           |                                    |                                    |
| 1966                                                               |                                |                                |                                    |                                    |
| 1969                                                               | James Ezekiel Mbori            | KANU                           |                                    |                                    |
| 1974                                                               | Samuel Onyango Ayodo           | KANU                           |                                    |                                    |
| 1979                                                               | Phoeba Muga Asiyo              | KANU                           | Samuel Onyango Ayodo               | KANU                               |
| 1983                                                               | Phoeba Muga Asiyo              | KANU                           | James Ezekiel Mbori                | KANU                               |
| 1988                                                               | David Okiki Amayo              | KANU                           | James Ezekiel Mbori                | KANU                               |
| 1992                                                               | Phoeba Muga Asiyo              | Ford-Kenya                     | Otieno Kopiyo                      | Ford-Kenya                         |
| 1997                                                               | Peter Adhu Awiti               | NDP                            | William Otula                      | NDP                                |
| 2002                                                               | Peter Adhu Awiti               | NARC                           | Peter Owidi                        | NARC                               |
| 2005*                                                              |                                |                                | Patrick Ahenda                     | LPK                                |
| 2007                                                               | James Kwanya Rege              | ODM                            | Joseph Oyugi Magwanga              | ODM                                |
| * Par élection séparée à la suite du décès de Peter Owidi en 2005. |                                |                                |                                    |                                    |